# Klaus Niebler
Klaus Niebler (* 25. September 1927 in Lampertheim, Hessen; † 14. Juli 2021) war ein deutscher Bibliothekar.

## Leben und Wirken
Klaus Niebler studierte Klassische Philologie, Geschichte und Klassische Archäologie an der Universität Heidelberg. Nach dem Staatsexamen für den höheren Schuldienst im Jahre 1953 promovierte er dort 1961. Von 1961 bis 1963 war er wissenschaftlicher Mitarbeiter an der Universitätsbibliothek Heidelberg und von 1964 bis 1968 an der Badischen Landesbibliothek in Karlsruhe. Dort war er mit der Erschließung der Handschriften von St. Peter im Schwarzwald befasst. Kurze Zeit (1969/70) arbeitete er am Thomas-Institut in Köln am DFG-Projekt der Ausgabe von Meister Eckharts deutschen Werken, 1970/71 an der Dienststelle, die mit der Gründung der Universität Trier-Kaiserslautern zu tun hatte. Im Jahre 1971 begann er als Bibliotheksreferendar an der Universitätsbibliothek Mainz die Ausbildung für den höheren Bibliotheksdienst und legte die Fachprüfung hierfür 1973 am Bibliothekar-Lehrinstitut des Landes Nordrhein-Westfalen ab. Bis 1992 war er anschließend als wissenschaftlicher Bibliothekar an der Pfälzischen Landesbibliothek Speyer tätig.

## Schriften
- Die Oidipussage in der attischen Tragödie. Dissertation Universität Heidelberg 1961.
- Die Handschriften von St. Peter im Schwarzwald. Bd. 1: Die Papierhandschriften (= Die Handschriften der Badischen Landesbibliothek in Karlsruhe, Bd. 10,1). Harrassowitz, Wiesbaden 1969 (Digitalisat).
- Bücher aus der Bibliothek des Augsburger Humanisten Achilles Pirmin Gasser (1505–1577) in der Stadtbibliothek Mainz. Eine Untersuchung von Restbeständen der Bibliotheca Palatina. Bibliothekar-Lehrinstitut des Landes Nordrhein-Westfalen, Köln 1973.
- (mit Artur Quintana): Von Albinus bis zur Französischen Revolution. In: Jürgen Vorderstemann (Hrsg.): Speyerer Buchdruck in fünfhundert Jahren. Pfälzischen Landesbibliothek, Speyer 1981, S. 72–96.